# Fondation Zinsou
Фонд «Fondation Zinsou» (фр. Fondation Zinsou) — частный некоммерческий фонд, основанный в городе Котону (Бенин) в июне 2005 года по инициативе историка искусства Мари-Сесиль Зинсу; специализируется на социальных и культурных проектах, связанных современным африканским искусством — является первой бенинской организацией, посвященной современному искусству; за восемь лет фонд собрал в свою постоянную коллекцию более 1000 художественных произведений и принял в своих стенах более четырёх миллионов посетителей. В 2014 году Зинсу получила японскую Императорскую премию (Praemium Imperiale) за создание фонда.

## История и описание
Основателем фонда «Fondation Zinsou» стала Мари-Сесиль Зинсу (род. 1982), являвшаяся по образованию историком искусства. В июне 2005 года она начала в Котону проект по развитию местного современного искусства; содействие Мари-Сесиль оказали её отец, бизнесмена Лайонель Зинсу, и её двоюродный дедушка, бывший президент Бенина Эмиль Дерлен Анри Зинсу. В момент основания фонда он стал первой в стране некоммерческой структурой, посвященной современному искусству; его целью была не продажа выставленных работ, а обмен ими с другими международными организациями, занимающимися современным африканским искусством.
За восемь лет фонд собрал в собственный фонд более тысячи произведений современного искусства и принял более четырех миллионов посетителей — большинство посетителей составляли местные школьники. Фонд организовал около двух десятков выставок и опубликовал семнадцать опубликованных книг по искусств (каталогов); он также сотрудничал с фестивалем «Regard Benin 1.0», проходившем в 2010 году — в 2012 году фестиваль стал биеннале Бенина. Помимо выставочной деятельности, «Fondation Zinsou» организует семинары для детей и взрослых, танцевальные мастер-классы, мастер-классы по фотографии — пытаясь тем самым способствовать развитию местной художественной сцены, «посредством политики обучения молодого поколения». Кроме того, фонд открыл и две «мини-библиотеки» в городе Котону.
11 ноября 2013 года в бенинском городе Вида открылся музея современного искусства, основанный фондом Зинсу; музей представляет в своих залах коллекцию произведений искусства из собрания фонда. Первая выставка включала в себя работы как местных, так и международных художников: Ромуальда Хазуме, Киприена Токоудагба, Фредерика Брюли-Буабре, Джорджа Лиланга и других. По данным на 2015 год, в фонде работало 63 человека; годовой бюджет фонда составлял от 800 000 до 1 миллиона евро; бюджет был образован за счёт частных спонсором; 80 % посетителей выставок фонда были моложе 20 лет.